# Antonio Barbalonga
Antonio Barbalonga oder Barbalunga, auch genannt Antonio Alberti, (* 1600 in Messina; † 2. November 1649 ebenda) war ein italienischer Maler des Barocks.

## Leben
Barbalonga war Mitglied der einflussreichen Adelsfamilie Pentadattilo in Messina. Seine erste künstlerische Ausbildung erhielt er in seiner Heimatstadt von Giovanni Simone Commandé (1580–1634). Später ging Barbalonga nach Rom in die Werkstatt von Domenico Zampieri, gen. Domenichino, der bis 1630 in der Tiberstadt weilte und dessen Malstil er sich aneignete.
In Rom schuf er für mehrere Kirchen Tafelbilder und Altarblätter.
1633 wurde Barbalonga Mitglied der Accademia di San Luca.
Im gleichen Jahr kehrte er nach Sizilien zurück und entfaltete im Raum Messina eine rege künstlerische Tätigkeit. Hier gründete er eine Malerschule, in der zahlreiche Künstler ausgebildet wurden. Seine wichtigsten Schüler waren Giovanni Angelo Canini (1617–1666), Onofrio Gabrielli (1616–1706), Agostino Scilla (1629–1700), Domenico Maroli (1612–1676) und Bartolomeo Tricomi.
Als sein Hauptwerk aus der ersten Zeit nach seiner Rückkehr gilt die „Bekehrung des Paulus“ in der Klosterkirche S. Anna in Messina. Für die öffentliche Galerie in Messina malte er eine Reihe Bilder, die vom Conte di S. Stefano nach Spanien gebracht wurden.

## Werk
- Sant’Andrea della Valle (Rom) Gemälde „Mariä Himmelfahrt“ sowie „Ekstase und Stigmatisierung des Franz von Assisi“
- San Silvestro al Quirinale (Rom): Gemälde „Santi Andrea Avallini e Gaetano Tiene“
- Chiesa e Convento di Santa Anna (Messina): Gemälde „Bekehrung des Apostels Paulus“
- S. Gregorio (Messina) Tafelbild „San Gregorio“
- San Michele (Messina): Gemälde Mariä Himmelfahrt
- Chiesa di San Giovanni Battista (Messina): Gemälde „Madonna del Rosario“
- Chiesa San Paolo (Messina): Gemälde „Paulus“
- Chiesa di Santa Caterina d’Alessandria (Taormina): Gemälde „Madonna und Heilige“
- Museo Regionale di Messina Gemälde „Pietà“ (1634) aus der Chiesa San Filippo Neri und ein „Bildnis P. Alberti“
- Museo del Prado (Madrid): „Santa Agata“
- Chiesa S.Nicola, (Giampilieri Superiore) Gemälde „Kreuzabnahme“
- weitere Kunstwerke befinden sich in Milazzo und in folgenden römischen Kirchen: San Silvestro in Arcione, Santa Croce e San Bonaventura die Lucchesi und Santa Maria della Vittoria